# Cukej Jam
Cukej Jam (hebrejsky חֲבַצֶּלֶת הַשָּׁרוֹן, doslova „Mořské útesy“, v oficiálním přepisu do angličtiny Zuqi Yam, přepisováno též Tzukei Yam) je vesnice typu společná osada (jišuv kehilati) v Izraeli, v Centrálním distriktu, v Oblastní radě Emek Chefer.

## Geografie
Leží v nadmořské výšce 28 metrů v hustě osídlené a zemědělsky intenzivně využívané pobřežní nížině respektive Šaronské planině.
Obec se nachází na břehu Středozemního moře, cca 33 kilometrů severovýchodně od centra Tel Avivu, cca 51 kilometrů jihozápadně od centra Haify a 10 kilometrů jihozápadně od města Chadera. Cukej Jam obývají Židé, přičemž osídlení v tomto regionu je etnicky převážně židovské. Vesnice leží na severním okraji města Netanja, s nímž tvoří téměř jeden souvislý urbanistický celek. Stavebně je zároveň propojena se sousedním mošavem Chavacelet ha-Šaron.
Cukej Jam je na dopravní síť napojen pomocí lokální silnice číslo 5710. Na východ odtud prochází dálnice číslo 2.

## Dějiny
Cukej Jam byl založen v roce 1956. Vesnici postavila firma Rassco. Ještě k roku 1995 se oficiální název obce uvádí jako Šošanat ha-Amakim (Rassco), pro odlišení od sousední vesnice Šošanat ha-Amakim (Amidar) (dnes Šošanat ha-Amakim), kterou zase v 50. letech 20. století zbudovala společnost Amidar.
Jde o rezidenční komunitu, bez zemědělského prvku v místní ekonomice. Většina obyvatel jsou zaměstnanci, kteří za prací dojíždějí mimo obec. Při vesnici se nachází pláž.

## Demografie
Podle údajů z roku 2014 tvořili naprostou většinu obyvatel v Cukej Jam Židé (včetně statistické kategorie "ostatní", která zahrnuje nearabské obyvatele židovského původu ale bez formální příslušnosti k židovskému náboženství).
Jde o menší sídlo vesnického typu s dlouhodobě stagnující populací. K 31. prosinci 2014 zde žilo 281 lidí. Během roku 2014 populace stoupla o 17,6 %.
| Rok            | 1961 | 1972 | 1983 | 1995 | 2001 | 2003 | 2004 | 2005 | 2006 | 2007 | 2008 | 2009 | 2010 | 2011 | 2012 | 2013 | 2014 |
| -------------- | ---- | ---- | ---- | ---- | ---- | ---- | ---- | ---- | ---- | ---- | ---- | ---- | ---- | ---- | ---- | ---- | ---- |
| Počet obyvatel | 443  | 137  | 115  | 108  | 255  | 249  | 261  | 254  | 250  | 251  | 248  | 215  | 217  | 230  | 233  | 239  | 281  |